# Richie Faulkner
Richard Ian Faulkner (London, 1980. január 1. –) brit gitáros, aki olyan zenekarokban kezdte pályafutását, mint a Dirty Deeds, a Voodoo Six, és az Ace Mafia.

## Pályafutása
2008-ban csatlakozott Lauren Harris zenekarához, aki az Iron Maiden basszusgitárosának/vezetőjének Steve Harrisnek a lánya. Szélesebb körben akkor vált ismertté, amikor 2011-ben csatlakozott a Judas Priesthez, ahol a kilépett K. K. Downing helyére került.
Az első fellépése a zenekarral 2011. május 25-én volt, amikor a Judas Priest az American Idol elnevezésű zenei tehetségkutató műsorban lépett fel az Egyesült Államokban. Az előadás során egy James Durbin nevű versenyzővel adták elő a Living After Midnight és a Breaking the Law című dalokat. Az együttes búcsúturnéjaként meghirdetett Epitaph World Tour turnéján már Faulkner lépett színpadra, amely 2011. júniusában vette kezdetét Európában és 2012 nyaráig tartott. A Judas Priest tervei között szerepelt egy új album kiadása is, amely az első olyan anyaguk volt amelyen már Faulkner szerepelt Downing helyén. Azóta Faulkner játékával két stúdióalbum (Redeemer Of Souls, Firepower)  és  két koncertanyag ( Epitaph, Battle Cry) jelent meg.
Ezenkívül szerepel a híres színész Christopher Lee 2012-es Charlemagne: The Omens of Death című albumán is.
2022-ben egy amerikai Judas Priest-koncerten megrepedt az aortája, azonban egy 10 és fél órás műtétet követően szerencsésen felépült.

## Hatásai, hobbija
9 éves korában kapta meg az első gitárját a szüleitől, de ezenkívül zongoraleckéket is vett. K. K. Downinghoz hasonlóan Jimi Hendrix albumok hallgatása közben, autodidakta módon tanult meg gitározni. Játéka gyors ütemben fejlődött 13 éves korában már Észak-Londoni kocsmákban lépett fel. Stílusára olyan gitárosok voltak hatással, mint a Judas Priestből ismert Glenn Tipton/K. K. Downing páros, az Iron Maidenben játszó Dave Murray/Adrian Smith duó, továbbá a német gitársztár Michael Schenker (ex-Scorpions, ex-UFO, Michael Schenker Group), vagy Slash.
A zenekarok közül pedig olyanokat említ kedvenceinek, mint a Mötley Crüe, a Guns N’ Roses, a Black Sabbath, a Papa Roach és a Metallica.
Faulkner hobbijai közé tartozik az úszás, a búvárkodás, a digitális tervezés, valamint a Glenn Tiptonnal való közös horgászat. Ezenkívül szenvedélyes Star Wars rajongó.

## Diszkográfia
- Deeds – Blown (2002)
- Voodoo Six – Feed My Soul (2006)
- Lauren Harris – Calm Before the Storm (2008)
- Ace Mafia – Vicious Circle (2009)
- Parramon – Dead People (2010)
- Christopher Lee – Charlemagne: The Omens of Death (2012)
- Judas Priest – Redeemer of Souls (2014)
- Judas Priest – Firepower (2018)